# نادي رييد
نادي رييد (بالألمانية: Sportvereinigung Ried von 1912 )‏ هو فريق كرة قدم من مدينة Ried im Innkreis ‏ في النمسا، أُسس بتاريخ 5 مايو 1912، يلعب في الدوري النمساوي الدرجة الثانية، في Josko Arena ‏، يدرب النادي Paul Gludovatz ‏.

## وصلات خارجية
- صفحة بيانات نادي رييد على موقع كووورة، تاريخ الوصول: 22 سبتمبر 2018.
- الموقع الرسمي